# Klaus Mueller-Zahlmann
Klaus Mueller-Zahlmann (* 17. November 1950 in Hamburg) ist ein ehemaliger Bürgermeister von Bad Oeynhausen.

## Karriere
Im Jahr 1995 zog Mueller-Zahlmann nach Bad Oeynhausen. Vor seiner Tätigkeit als Bürgermeister war er über 30 Jahre im Gesundheitswesen tätig, davon zehn Jahre als Verwaltungsleiter in Kliniken für medizinische Rehabilitation (in Bad Oexen). In den Jahren 2004 bis 2015 war er nach seiner Wiederwahl am 30. August 2009 Bürgermeister der Stadt Bad Oeynhausen; er folgte auf Gerhard Paul.
Bei der Bürgermeisterwahl 2015 trat er als Einzelkandidat an, die SPD unterstützte Achim Wilmsmeier. Er erreichte im ersten Wahlgang am 13. September 2015 mit 22,53 % den 3. Platz und nahm damit an der Stichwahl am 27. September 2015 nicht teil. Er war Mitglied der SPD. Kurz nach der Wahl gab er sein Parteibuch zurück.

## Vorwurf der Untreue
Bei der Staatsanwaltschaft in Bielefeld gingen 2010 sechs Anzeigen gegen Klaus Mueller-Zahlmann ein, da er und sein Kämmerer Marco Kindler riskante Derivatgeschäfte über die WestLB abgeschlossen haben sollen. Dies sei geschehen, ohne den Stadtrat einzuweihen. Daraufhin wurde von vielen Seiten kritisiert, dass dies „Wettgeschäfte“ und „unzulässige Spekulationsgeschäfte“ seien. Hinzugezogene Wirtschaftsprüfer bestätigten die Kritik. Die möglichen Verluste wurden von Mitgliedern des Rates auf mehrere Millionen Euro geschätzt. Die Staatsanwaltschaft Bielefeld hat die Prüfung der Anzeigen abgeschlossen, mit denen der Vorwurf der Untreue bei den umstrittenen Derivatgeschäften der Stadt verbunden ist. Am 23. Mai 2016 wurde das Verfahren mit Zustimmung der Angeschuldigten und der Staatsanwaltschaft gemäß § 153a Abs. 1 StPO eingestellt.

## Privates
Klaus Mueller-Zahlmann ist verheiratet und hat vier Kinder.